# Nethinius ballerioi
Nethinius ballerioi là một loài bọ cánh cứng trong họ Cerambycidae.